# Colinas Pálidas
Las colinas Pálidas (en inglés: Ashen Hills) son unas elevaciones formadas de ceniza volcánica, que finalizan en la punta Aguado, en el este de la Isla Saunders, en las islas Sandwich del Sur.
El nombre fue aplicado por el Comité de Topónimos Antárticos del Reino Unido en 1971, haciendo referencia a la composición de ceniza y el color pálido de las colinas. No existe un nombre oficial en la toponimia argentina del archipiélago.
La isla nunca fue habitada ni ocupada, y como el resto de las Sandwich del Sur es reclamado por el Reino Unido que la hace parte del territorio británico de ultramar de las Islas Georgias del Sur y Sandwich del Sur, y por la República Argentina, que la hace parte del departamento Islas del Atlántico Sur dentro de la provincia de Tierra del Fuego, Antártida e Islas del Atlántico Sur.